# يو إف سي ليلة القتال: فييرا ضد تيت
يو إف سي ليلة القتال: فييرا ضد تيت (بالإنجليزية: UFC Fight Night: Vieira vs. Tate) (المعروف أيضًا باسم يو إف سي إي إس بي إن+ 56 ويو إف سي فيغاس 43 ويو إف سي ليلة القتال 198) هو حدث لفنون القتال المختلطة نظمته يو إف سي، وأُقيم في 20 نوفمبر 2021، على يو إف سي أبيكس في إنتربرايز، نيفادا، وهي جزء من منطقة لاس فيغاس الحضرية، الولايات المتحدة.